# Normannisch-arabisch-byzantinische Kunst

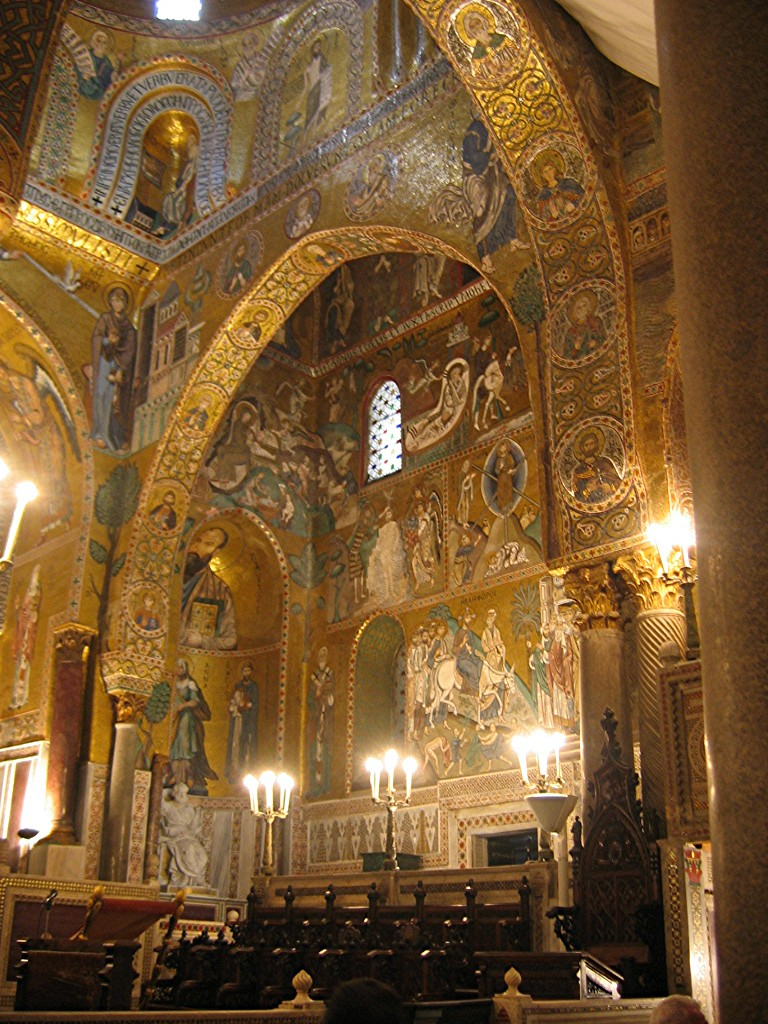
Capella Palatina (12. Jh.) in Palermo

Als normannisch-arabisch-byzantinische Kunst wird eine für Sizilien typische christlich-islamische Mischkultur bezeichnet, die nach der normannischen Eroberung Palermos zwischen 1060 und 1088 aufkam und im 13. Jahrhundert durch die normannisch-staufische Kunst abgelöst wurde. Sie wird auch als Normannisch-sizilianischer Stil oder als Sizilianische Romanik bezeichnet. Ihre Auswirkungen sind jedoch bis nach Salerno auf dem italienischen Festland bzw. bis in die nachfolgende Gotik zu bemerken.

## Synthese und Symbiose

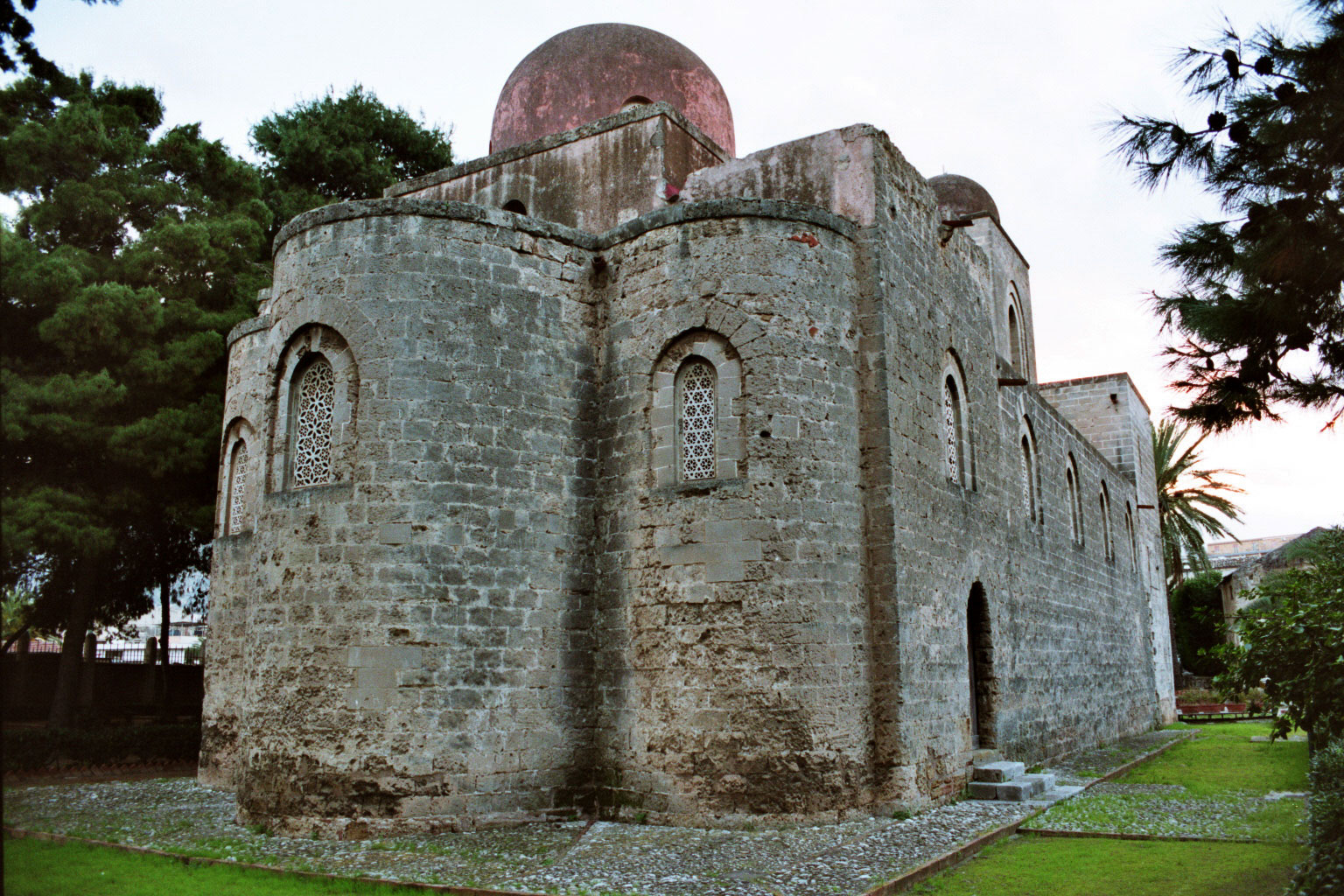
San Giovanni degli Lebbrosi (1071)

Zu dieser Synthese kam es, weil die Normannen Sizilien nicht besiedelten, sondern dort lediglich die Führungsschicht stellten. Die Bevölkerung und somit auch die Handwerker und Künstler, die die normannischen Bauwerke ausführten, war nach wie vor eine Mischung aus der griechisch-byzantinischen Bevölkerung und den muslimischen Arabern, die im 9. Jahrhundert die Insel erobert und bevölkert hatten. Auch am Hof kam es vorübergehend zu einer Symbiose, die Normannenkönige umgaben sich sowohl mit griechischen als auch mit arabischen Beratern, hielten sich einen orientalischen Harem, wählten Regierungsmottos aus dem Koran und ließen islamische Ehrennamen auf ihre Münzen prägen.

## Architektur

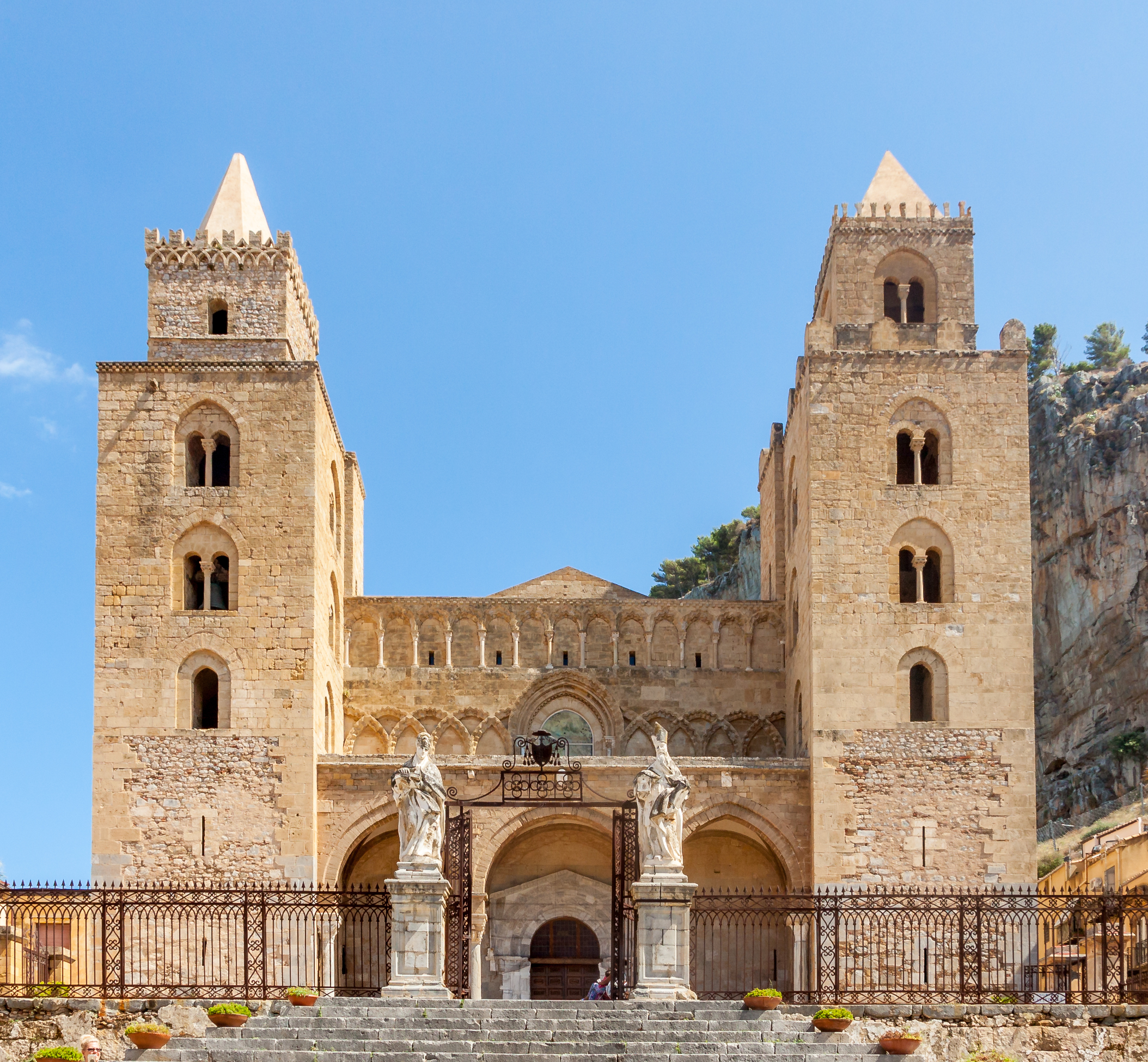
Dom von Cefalù

Der Baustil dieser Epoche in Sizilien und benachbarten Teilen des italienischen Festlandes unterscheidet sich von der zeitgleichen Romanik des übrigen Italien und des übrigen lateinischen Europa, indem hier abendländische, islamische und byzantinische Einflüsse zu einer harmonischen Einheit zusammenfließen. Da der normannische König Roger II. als „Verteidiger des Christentums“ auf der einen Seite, aber auch als „König von Ifrīqiya“ auf der anderen Seite weiterhin Kirche und Papsttum mit großzügigen Bauten zu gewinnen trachtete, sind die typischsten Vertreter dieses Architekturstils vor allem Kirchenbauten.
Ein paar dieser Kirchen, darunter die beiden Peter- und Pauls-Kirchen (Santi Pietro e Paolo), wurden für griechischsprachige Gemeinschaften orthodoxen Ritus gebaut.
Beispiele für Bauwerke im arabisch-byzantinisch-normannischen Stil sind:

### In Sizilien

#### Kirchen
- Kernstadt Palermo:

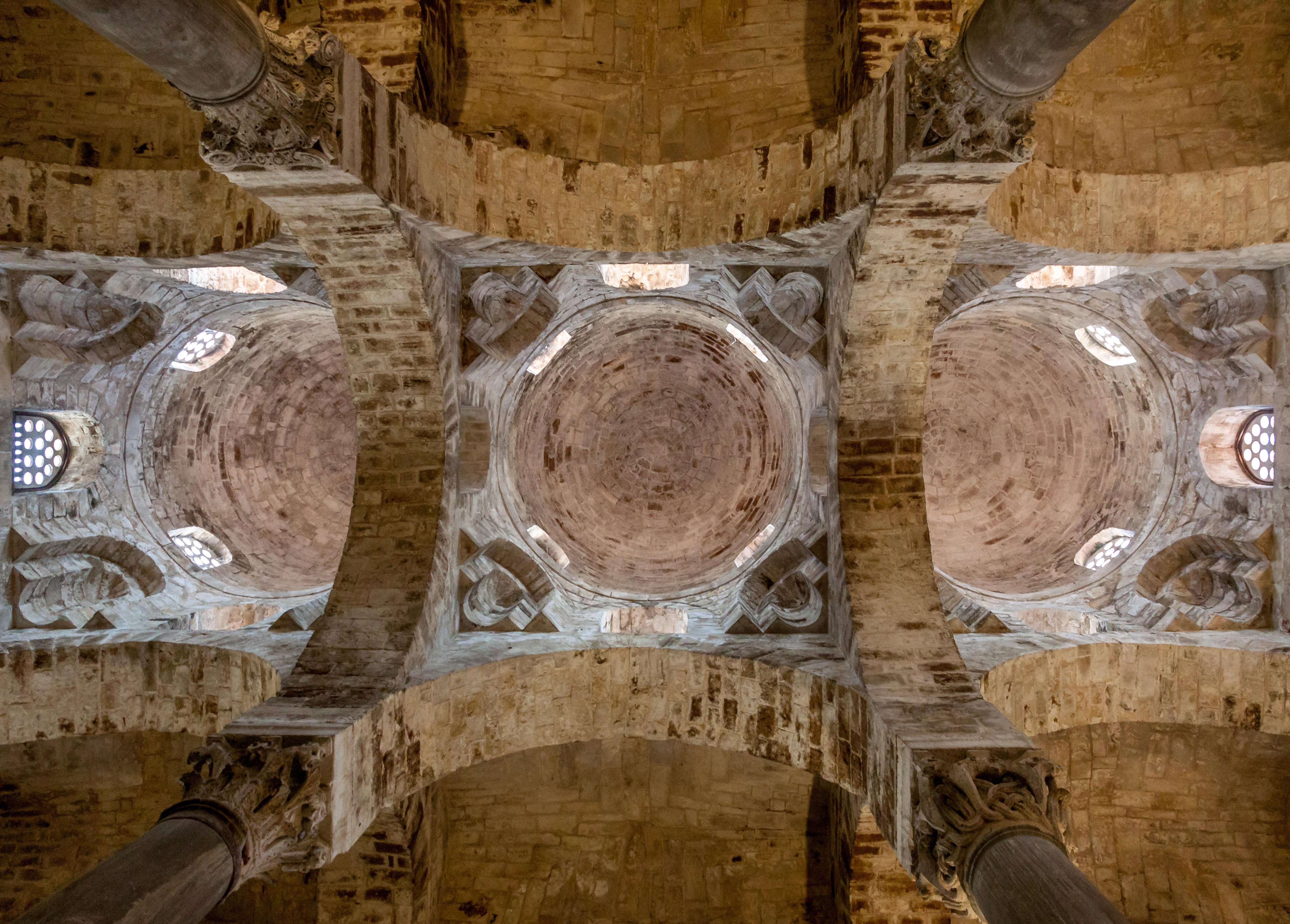
San Cataldo, Palermo

  - San Giovanni dei Lebbrosi (1071),
  - San Giovanni degli Eremiti (1130–1143, mit Kreuzgang),
  - Santa Maria dell’Ammiraglio (auch ‚San Nicolo degli Greci‘ oder ‚La Martorana‘) (1143),
  - San Cataldo (1154–1160),
  - Ssima. Trinità alla Zisa (BILDER) (1175)
  - Kathedrale von Palermo (1184)
  - Ssima. Trinità della Magione (1191)
- übrige Metropolitanstadt Palermo:
  - Kathedrale von Monreale bei Palermo, 1172–1176 unter dem letzten Normannenkönig Wilhelm II. erbaut

- Kernstadt Messina

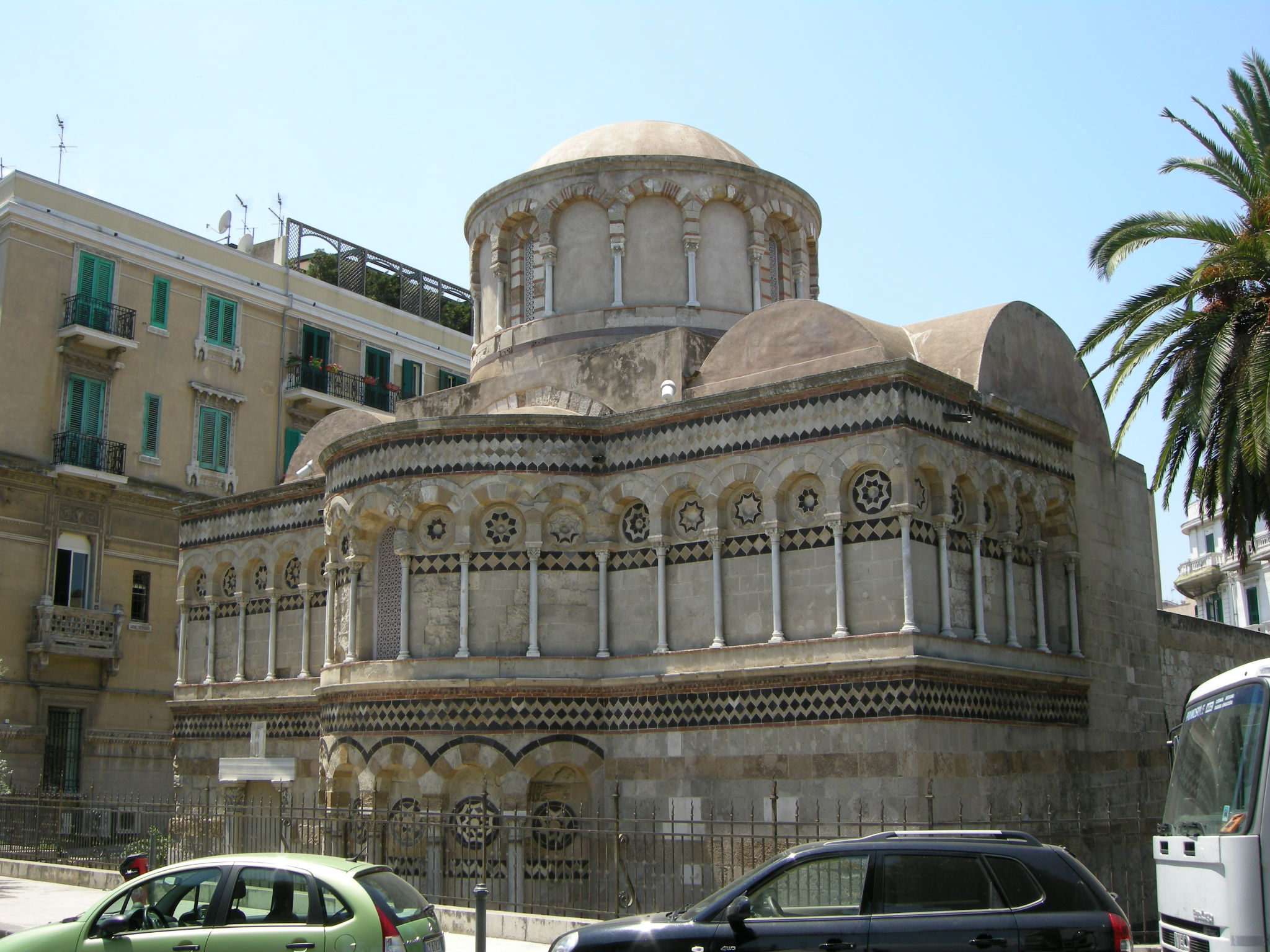
S^{sima.} Annunziata dei Catalani

  - Kathedrale von Messina, 1197 von den staufischen Nachfolgern der Normannen gebaut
  - San Tommaso Apostolo il Vecchio (BILDER) (spätes 11. Jh.)
  - Ssima. Annunziata dei Catalani[1] (BILDER) (zw. 1150 und 1200), Einschüsse von Backstein in der Westfassade und im Inneren, Ostfassade hingegen virtuoses Steinmosaik.

- Übrige Metropolitanstadt Messina

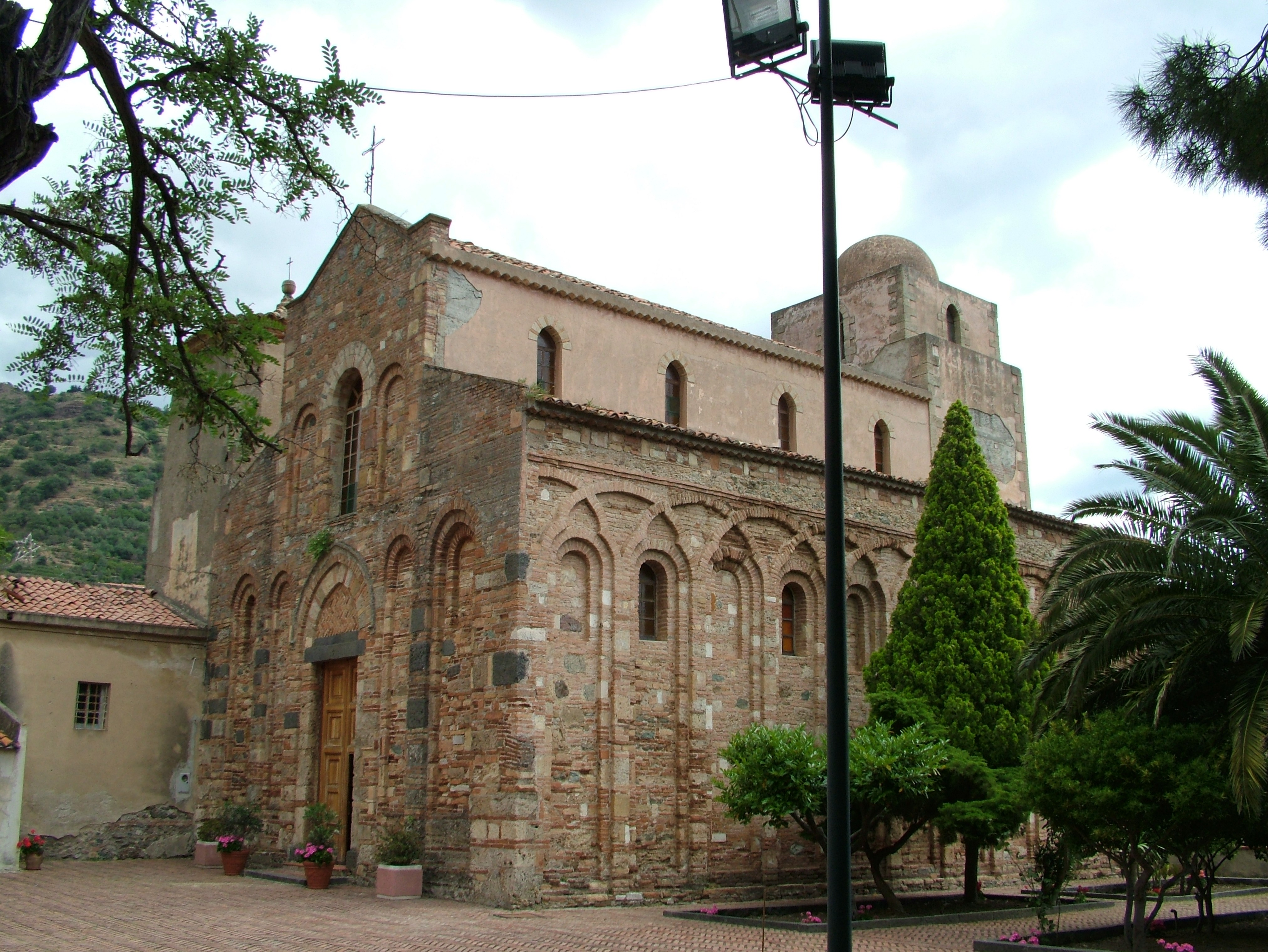
Santi Pietro e Paolo di Itala

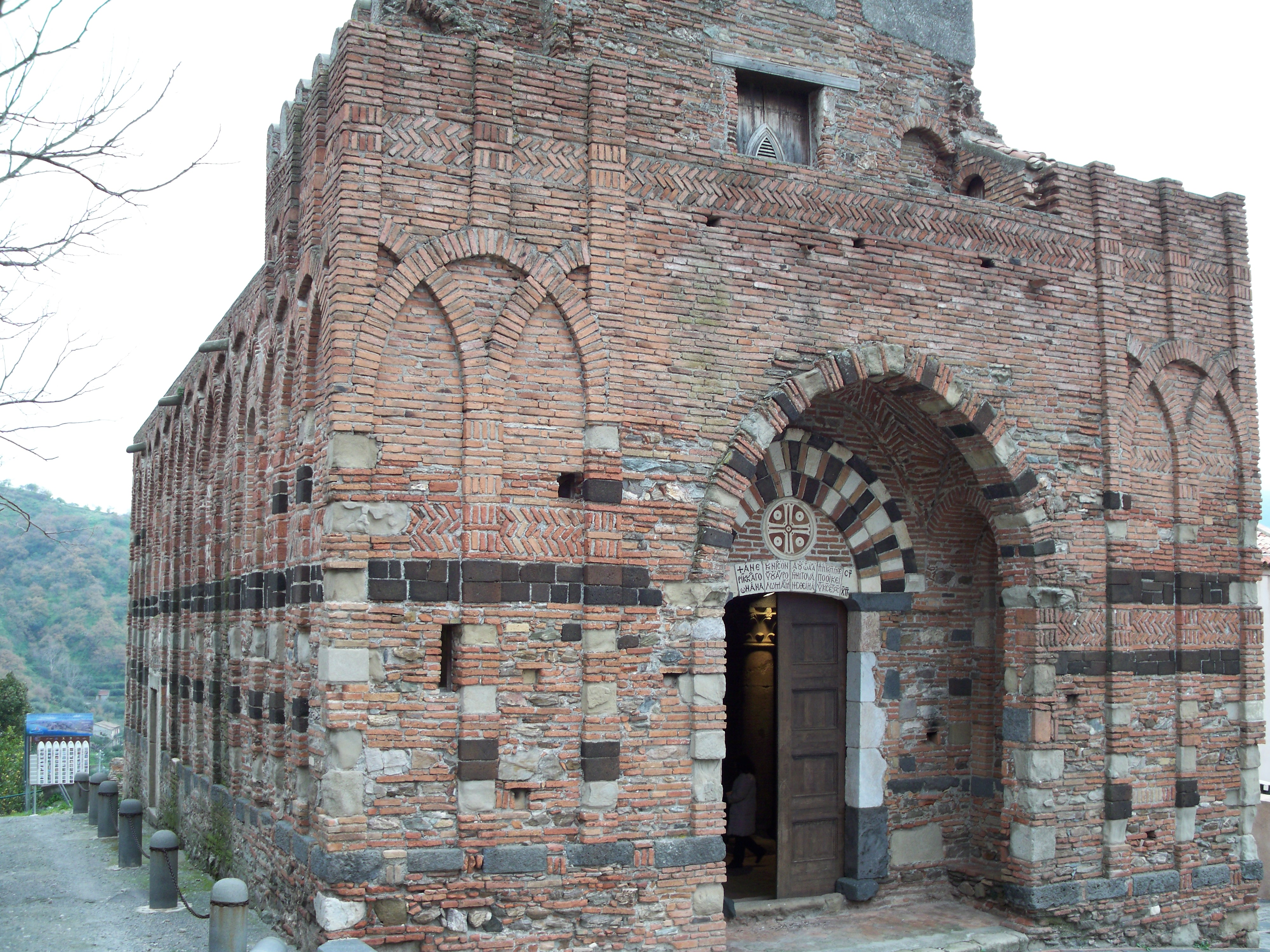
Santi Pietro e Paolo d’Agrò

  - Kirche Santa Maria di Mili[2] (BILDER), erbaut um 1090, in Mili San Pietro.
  - Santi Pietro e Paolo,[3][4] (BILDER) ab 1093, bei Itala.
  - Santi Pietro e Paolo d’Agrò (1116/1117) in der Gemeinde Casalvecchio Siculo.
  - Santa Maria della Valle (BILDER) (1186)
- Cuba di Santo Domenica[5] (BILDER) (2. H. 11. oder Anf. 12. Jh.) in Castiglione di Sicilia, Catania
- Kathedrale von Catania, Chor und Apsis wohl 1092–1094, übrige Kirche nach Erdbeben von 1693 ab 1706 barock
- San Nicolo la Latina[6] (STREETVIEW[7]) in Sciacca, zw. 1100 u. 1136, Freies Gemeindekonsortium Agrigent
- Kathedrale von Cefalù (1131)
- Ssima.Trinità di Delia (1140–1160), westlich von Castelvetrano, Freies Gemeindekonsortium Trapani
- San Nicolò dei cordari (BILDER), 1093, Syrakus
- Kirche Santa Maria dei Greci, Agrigent (BILDER) (1200), auf Resten eines griechischen Tempels

#### Paläste

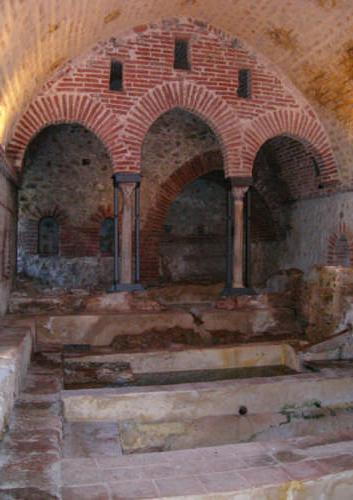
„Terme arabe“ in Cefalà Diana

- heute im Gebiet der Kernstadt Palermo
  - Castello di Maredolce / Palazzo della Favara (1071),
  - Cuba di Palermo (1180),
  - Normannenpalast, älteste Teile phönizisch, Kernbau arabisch, normannischer Umbau mit der Palastkapelle 1130–1140,
  - Uscibene (1130 oder 1154),
  - La Zisa (1165),
  - Cuba Soprana (später umgebaut zur Villa Napoli) mit der Cubula
- Castello Normanno[8] (BILDER) (etwa ab 1172) in Paternò, Catania

#### Bäder
- „Terme arabe“ in Cefalà Diana, 2. Hälfte 12. Jh.[9] Dieses Thermalbad mit mehreren Räumen wurde also nach Ende der islamischen Herrschaft errichtet, trägt aber auf seiner Außenseite einen Schriftzug in arabischer Zierschrift.

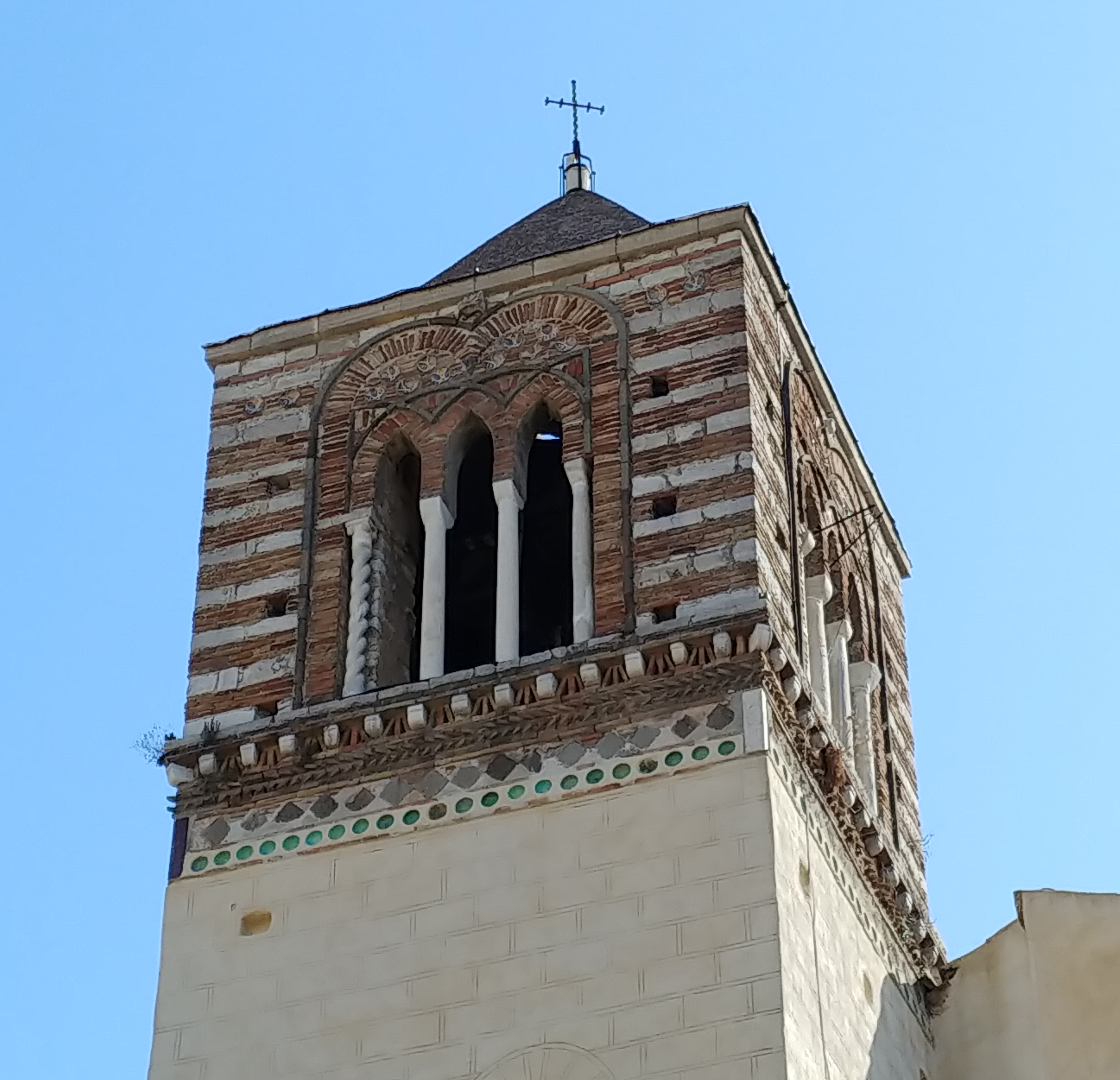
San Michele Angelo in Itri, 11. Jh.

### Auf dem Festland
- San Michele Arcangelo[10] (BILDER) in Itri, Glockengeschoss 11. Jh.
- Kathedrale von Salerno (1080–1085)
- Cattedrale di San Cesareo[11] in Terracina, Turm schon frühgotisch
- Chiesa degli Ottimati in Reggio di Calabria
- Campanile der Kathedrale von Gaeta[12] (BILDER) (ab 1148, im Stil arabonormannisch beeinflusst, aber von einem römischen Baumeister)

Neun der Bauwerke in Sizilien wurden 2015 von der UNESCO unter dem Titel Arabisch-normannisches Palermo und die Kathedralen von Cefalù und Monreale als Weltkulturerbe in die Welterbeliste eingetragen.

## Kunsthandwerk
Das friedliche Zusammenleben verschiedener Religionsgruppen fand auch in zahlreichen Kunstgegenständen Ausdruck.
Ein Beispiel für diese auch fatimidisch beeinflusste Mischkultur ist der arabisch verzierte Mantel Rogers II., der seit den Staufern für die Kaiserkrönungen des Heiligen Römischen Reiches übernommen wurde.

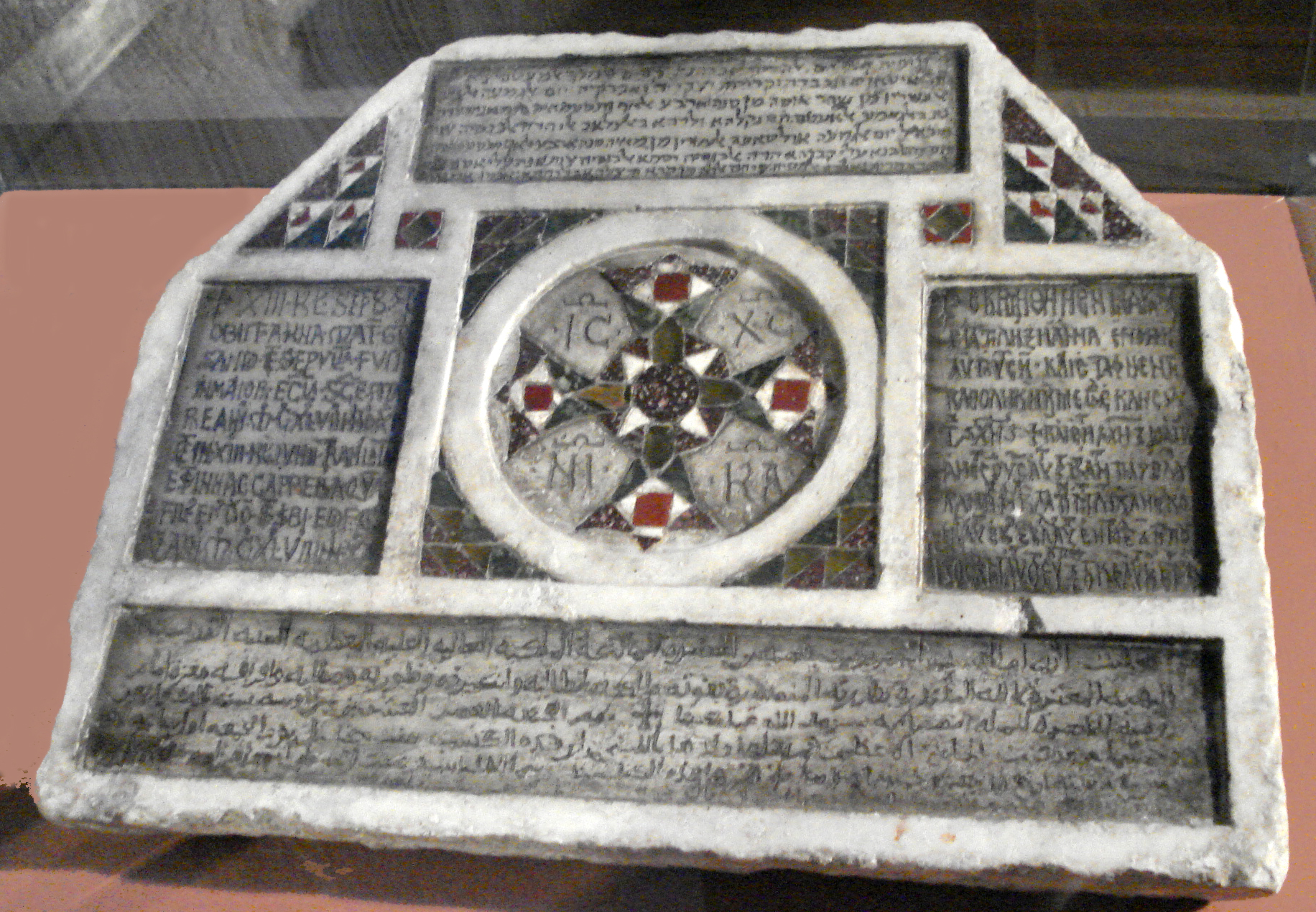
Viersprachig beschriftete Grabplatte von 1149, Museo della Zisa
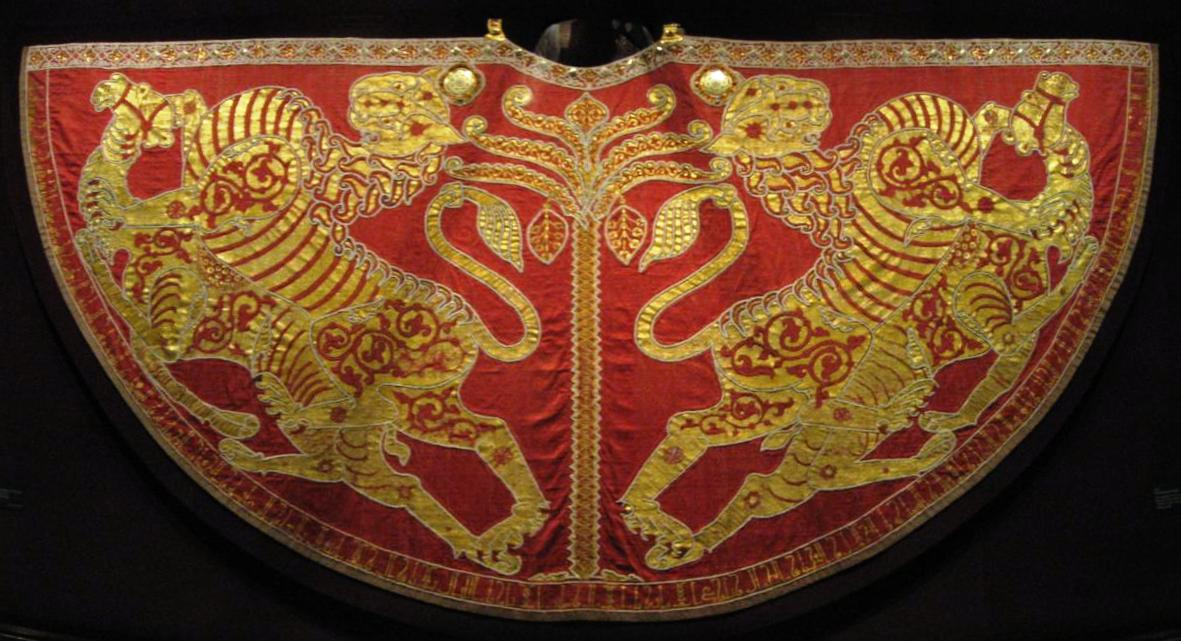
Mantel Rogers II., Hofburg, Wien

## Dichtkunst
Aus einer Vermischung normannischer, französischer, griechischer, arabischer und sizilianischer Elemente entstand die Sizilianische Dichterschule.

## Beispiel
Als Beispiel für die Synthese der verschiedenen Stile wird die Kathedrale von Monreale erläutert, da sie meist als herausragendstes Bauwerk dieser Richtung angesehen wird.
Der gedrungene Außenbau entspricht der normannischen Bauweise im romanischen Baustil. Fassadendetails wie der Kreuzbogenfries aus sich überschneidenden Blendbögen, die über dem Vorbau an der Fassade und besonders eindrucksvoll mit Intarsienarbeiten an den Rückapsiden zu erkennen sind, sind arabische Stilelemente. Im Inneren zeigen die Goldgrundmosaiken an den Wänden den byzantinischen Einfluss, die Spitzbögen wiederum arabischen.

Kathedrale von Monreale
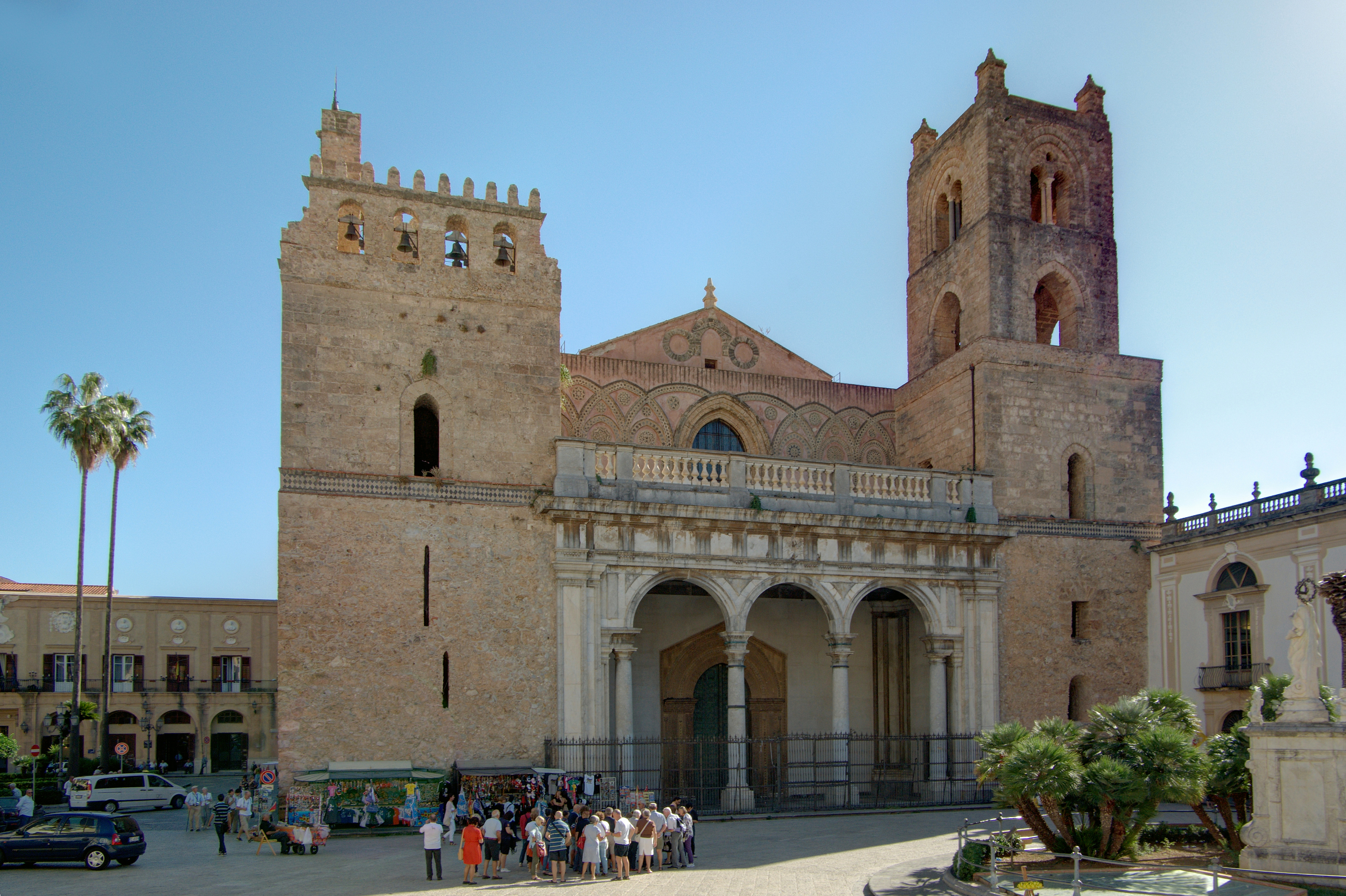
Westfassade
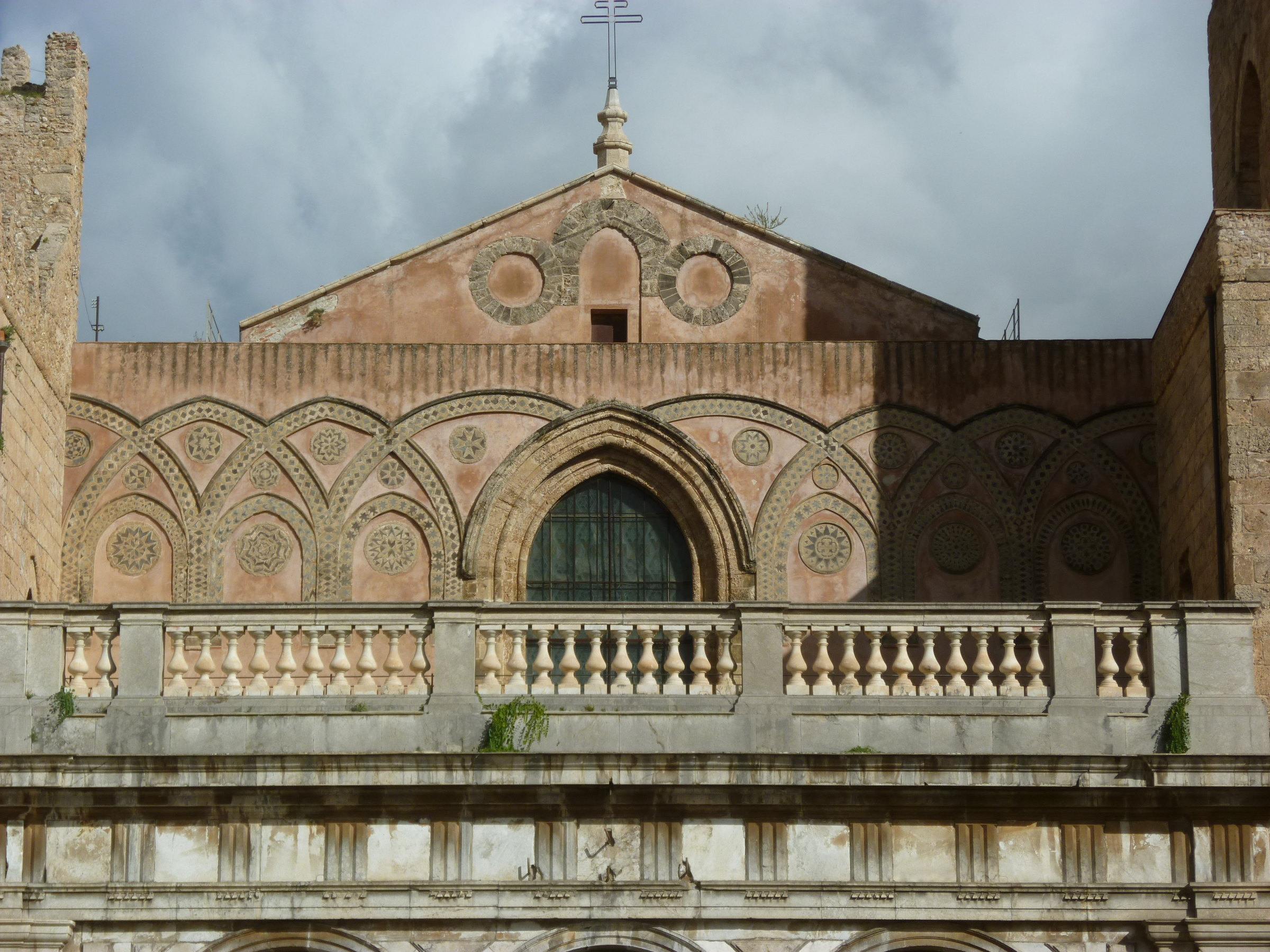
Giebel der Westfassade
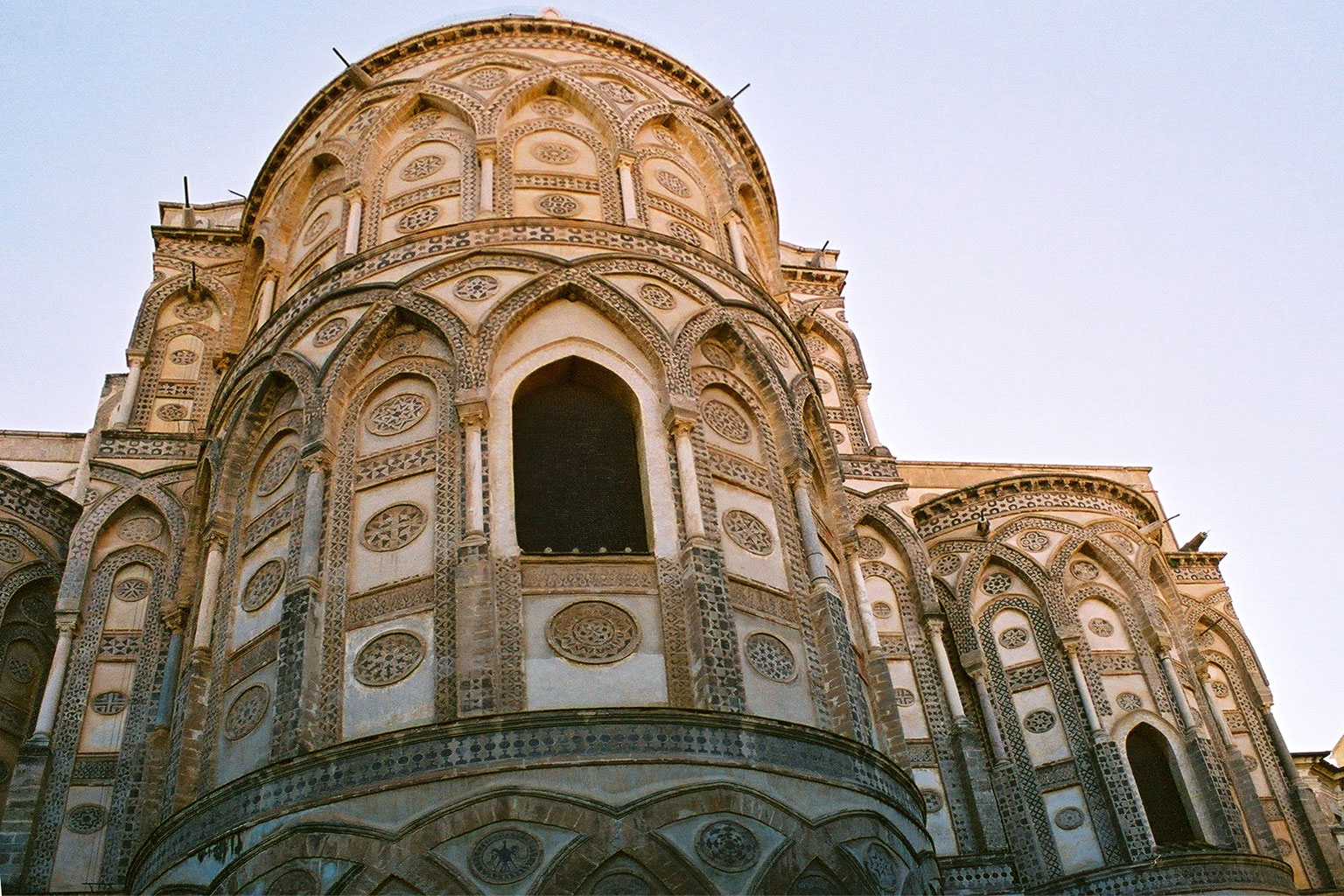
Apsiden mit intarsienartiger Verwendung verschiedener Gesteine
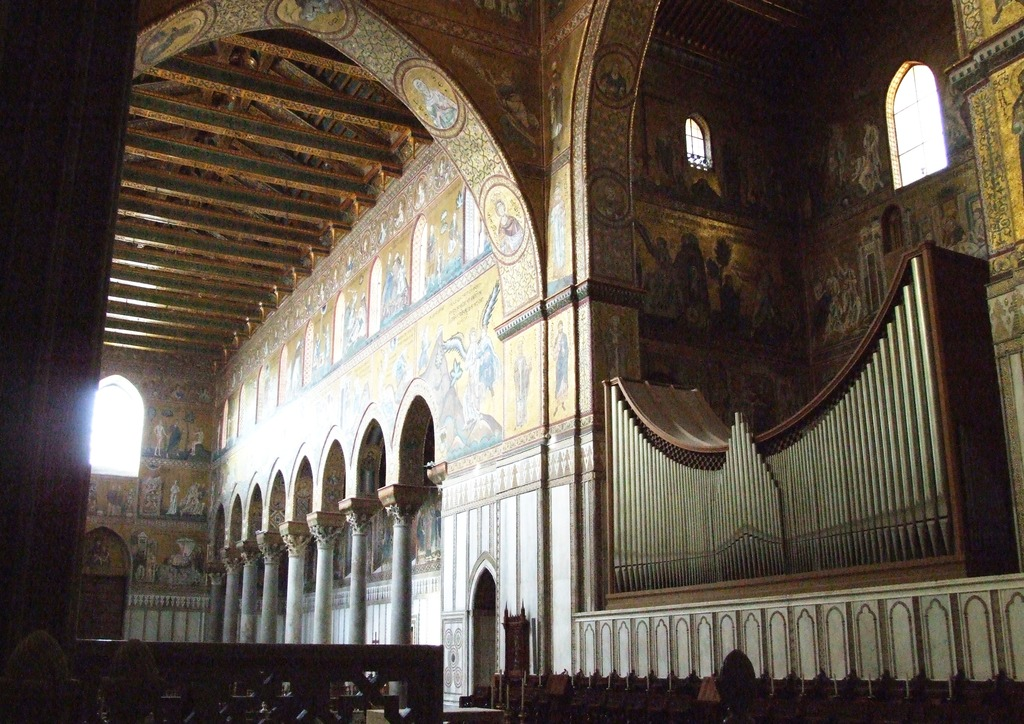
Schiff nach Westen
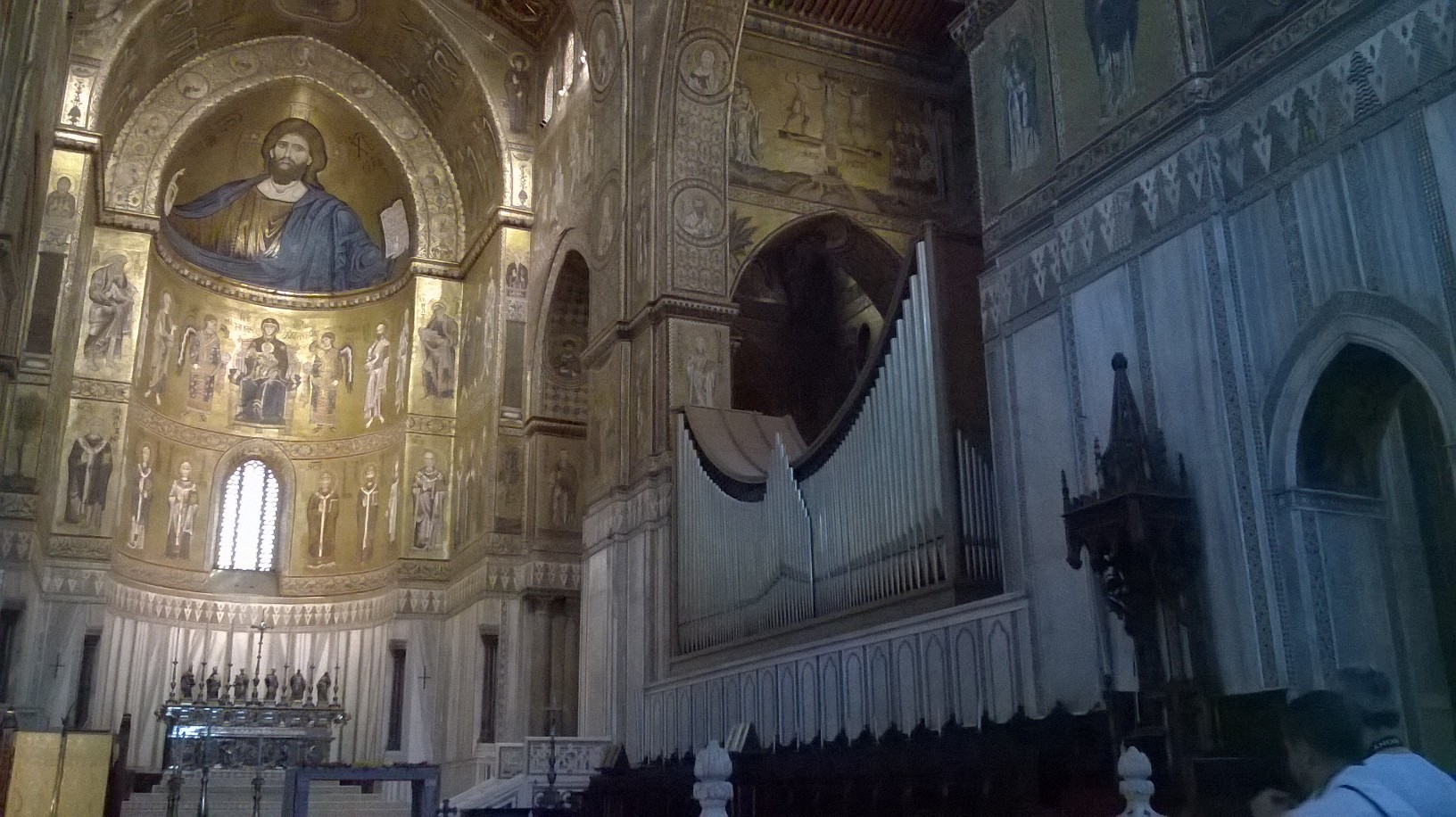
Vierung und Hauptapsis